# Sufrimiento

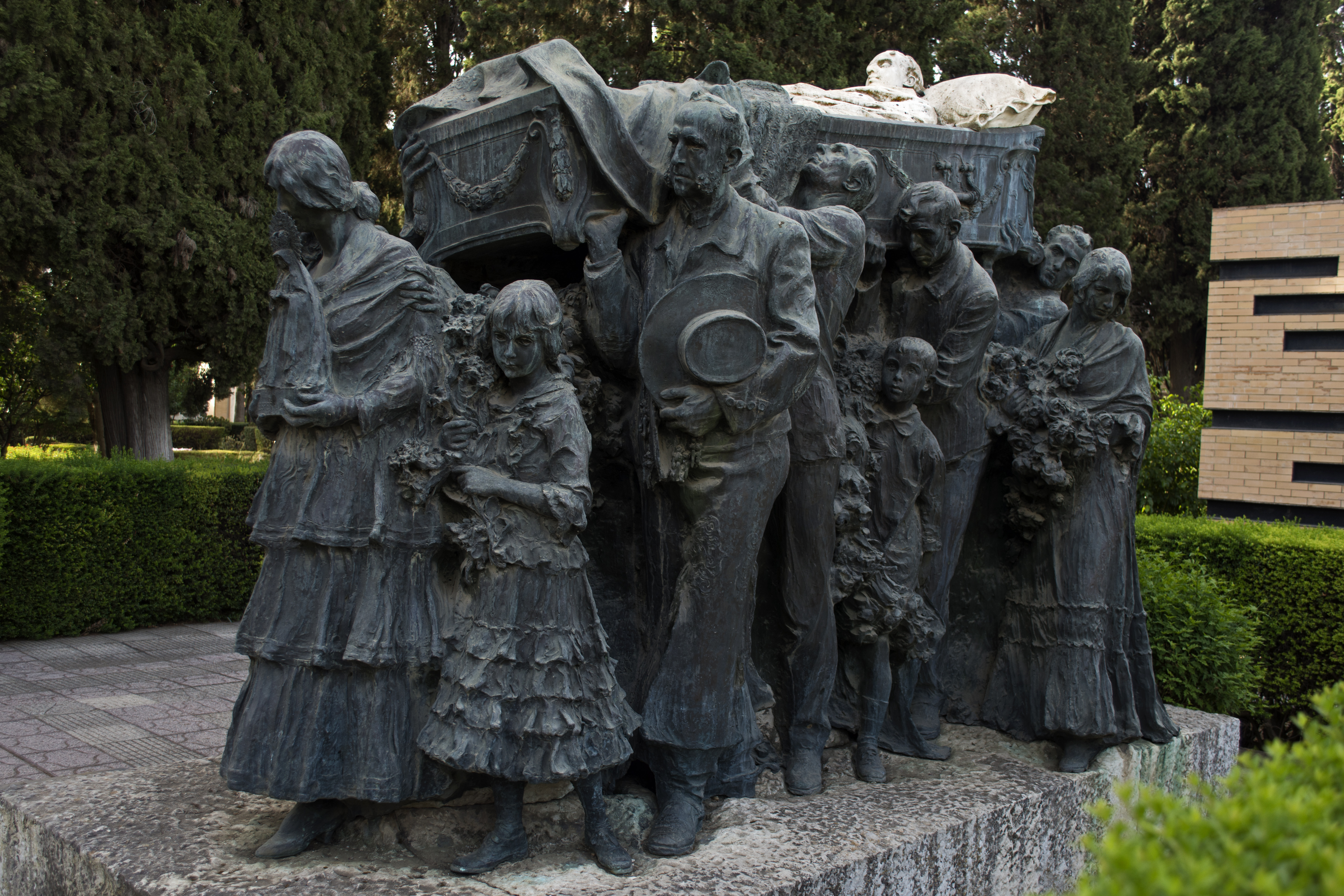
Las emociones generadas por la pérdida de un ser querido es un ejemplo de sufrimiento emocional.

El sufrimiento es la sensación motivada por cualquier condición que obligue al sistema nervioso al desgaste. El sufrimiento puede ser por causas físicas o emocionales (psicológicas) y siempre es consciente No se puede hablar de sufrimiento inconsciente, según el psicoanálisis, como tampoco se puede hablar de sentimiento o sensaciones inconscientes.[cita requerida]
Existen cinco causas del sufrimiento consciente emocional: el dolor, el temor o la preocupación, la frustración, la sumisión y el "No querer hacer" (pereza) o "No poder hacer" (incapacidad). Cabe aclarar que estas cinco causas del sufrimiento consciente pueden generar gran placer inconsciente a la persona.[cita requerida]
Como aquello que percibimos en un momento.
Es lo que vemos, oímos, tocamos y, en fin, todo aquello que permite darnos cuenta de lo que pasa a nuestro alrededor.

## El sufrimiento como alerta
Cuando se manifiesta como dolor (sea físico o emocional) alguna estructura orgánica está en peligro, el cuerpo entra en estado de alerta y si es demasiado, el cerebro desconecta para evitar más daños. Cuando los daños son producidos en estructuras orgánicas ajenas al sistema nervioso central, se denomina como alerta física; cuando se produce una ruptura entre lo esperado y lo obtenido, genera una alerta emocional —véase Esperanza (estado del ánimo)—. Al no usar las conexiones sinápticas estas se deterioran por su ineficacia en el tiempo, obligando a la mente a rehacer un esquema alternativo para readaptar el antiguo esquema al nuevo, en función de lo conseguido.

### Alertas emocionales
- Ansiedad. Aparece cuando la mente emite la señal de alerta por peligrar algún esquema sináptico.
- Frustración. Aparece como resultado de insuficiencia de energías a la hora de resolver un estado de ansiedad.
- Pérdida de consciencia. Aparece cuando el impacto emocional es destructivo. La mente establece una desconexión y borrado de lo sucedido. Con respecto a lo indicado es imposible en ese instante recrear las conexiones necesarias para continuar conservando la integridad emocional.

#### El placer como dolor
Cuando uno se centra como algo exclusivo en conseguir placer, la parte psíquica que nos hace consciente de esas sensaciones acaba reportando un desgaste excesivo, el desgaste aumenta tanto en cuanto la capacidad de neurotransmisión aumenta. Al ser capaz de satisfacer los potenciales con mayor velocidad, la mente queda liberada con mayor prontitud; en consecuencia, si la prioridad es conseguir ese sentimiento, llegará un momento en el que el entramado psíquico reporte un mensaje de: 'Precaución, se está llegando al agotamiento somático del entramado neuronal'. Si persistimos y pasamos por alto esa advertencia, entonces la prioridad de sentir placer nunca llegará a ser satisfecha, pues en vez de enviar neurotransmisores a la zona de placer, se enviarán a la zona del dolor, la prioridad no se satisface y se dispara la primera alerta: Agotamiento, si la mente continua estableciéndolo como prioridad se dispara la segunda alerta: vehemencia, y si por último no se ha conseguido el objetivo, se dispara la tercera y última alerta: frustración.

### Alertas físicas
1. Sed, Hambre, Respiración. Aparece cuando el equilibrio homeostático está en peligro.
2. Sistema simpático. Se encarga de solucionar las alertas rutinarias.
3. Pérdida de consciencia. Se manifiesta como consecuencia de un daño extenso de algún órgano. El cerebro se desconecta y de esta forma todo el cuerpo se relaja, desplomándose al suelo. Como norma general, se consigue evitar que la parte afectada del cuerpo continúe expuesta a ese agente invasivo, pero en ocasiones puede resultar en la pérdida de la vida.

## El sufrimiento como resultado de una adaptación al medio
Sufrimos en todo momento, y aun con más razón cuando nos estamos adaptando al medio que nos rodea. Dado que el medio es dinámico, el sufrimiento es más intenso cuanto más dinámico sea este. El sufrimiento es menos intenso en situaciones que ya tenemos controladas (esas situaciones pueden ser agotadoras, pero es difícil que nos causen dolor, a menos que lleguemos a un agotamiento extremo). Cuando se nos cambia una rutina, se generan diversas sensaciones: Ansiedad, estrés, deseo, vehemencia, todo dependerá del entorno y de la sensación de peligro, el cuerpo segregará más o menos adrenalina, elevando la capacidad del organismo de reaccionar más rápido.
La educación es la forma que tiene el hombre de adaptarse al sufrimiento. Da igual la forma en la cual se nos haya educado, pues no estamos exentos de encontrarnos con situaciones que nos lleven a nuestros límites, lo verdaderamente importante es que la parte racional nos capacita mejor o peor para afrontar esos cambios. Bajo nuevas condiciones o cualquier cambio que requiera un proceso de adaptación biológico, el hombre puede llegar a responder de forma exagerada por miedo al castigo, al no encontrar una salida razonable, acaba actuando de forma vehemente.

## El sufrimiento es selectivo
En estos casos, la selección natural indicará qué espécimen es el más apto, teniendo más tendencia a desaparecer aquellos que sienten dolor, pues esta sensación suele nublar las funciones racionales y ello es indicativo de estar violando alguna estructura biológica natural que por ontogenia se ha dotado al ser que experimenta ese dolor.
Usualmente el sufrimiento se asocia con el dolor y la infelicidad, pero no tienen por qué estar vinculados dado que cualquier condición puede ser sufrimiento y causar dolor si se es consciente del desgaste que se está teniendo. El sufrimiento cuando causa dolor obliga al individuo a adaptarse de alguna manera.
Razonar causa sufrimiento y puede llegar a causar dolor si la situación ha obligado a la mente a someter al cerebro a cambios que provoquen que las neuronas cambien sus esquemas sinápticos o establecer nuevas conexiones, por lo que hay un cambio biológico que permitirá al individuo resolver la situación y poner medios que le permitan adaptarse, para evitar sufrir.

## La intensidad del sufrimiento
El origen del sufrimiento es una cuestión puramente económica, el desgaste de los recursos aporta la sensación de sufrir, pero si al organismo le cuesta más energía de la que dispone a corto plazo resolver un problema, notifica al cerebro que la situación es inmediatamente inviable con la sensación de dolor. Esto es relevante cuando se agrede algún miembro físico, o cuando la situación es emocionalmente insostenible, causando herida física o emocional. Dado que la herida no es algo que el cuerpo pueda resolver de forma inmediata, se informa que está habiendo un desgaste que requiere de una reconstrucción. Cuando la reconstrucción es emocional, ello significa que ha habido una ruptura de algún esquema sináptico por confrontación directa entre lo esperado y lo obtenido, por lo que se requiere en ambos casos de un aporte energético extra, de continuar así, el cuerpo puede ver comprometida la integridad vital, por lo que se notifica con sensación de dolor. La sensación de dolor nos puede indicar que se necesiten de otros factores tales como el uso de la razón, el uso de instrumentos o sencillamente estar en reposo y esperar a que el propio organismo responda favorablemente. Si hay opción de evitarlo, el individuo evitará el dolor por pura ley natural, pero no tiene porque evitar el sufrimiento.
Los niños son más tolerantes al desgaste psíquico, cuentan con un número mayor de conexiones sinápticas que les permiten razonar de forma más flexible.

### La razón del sufrimiento
El ser humano ha buscado las causas del sufrimiento desde hace milenios. En el budismo, la razón del sufrimiento es una mera cuestión mental, según palabras del propio Buda, escritas en el texto budista Dhammapada, dice: "El dolor es inevitable, el sufrimiento es opcional", de igual forma, "Todos los estados encuentran su origen en la mente. La mente es su fundamento y son creaciones de la mente. Si uno habla o actúa con un pensamiento impuro, entonces el sufrimiento le sigue de la misma manera que la rueda sigue la pezuña del buey." En general, en los suttas se asocia permanentemente el sufrimiento a no querer ver las cosas como son en realidad, impermanentes, insustanciales y, por tanto, insatisfactorias.
En realidad, el sufrimiento para Buddha es la inadaptación de la mente a la realidad. Esa inadaptación se da por la presencia del apego, que trata de mantener estructuras rígidas frente a fenómenos siempre cambiantes, precisamente porque no se quieren ver las tres características. En este entorno la fe, por ejemplo, es una forma de apego que impide reaccionar frente a la realidad con racionalidad. Es por eso que en los suttas se indica una y otra vez que es la experiencia directa y no la fe el camino a la Iluminación. Curiosamente muchas sectas budistas han abandonado la razón y funcionan por fe. 
Otra razón proveniente de la psicológica moderna, la cual dice que el sufrimiento es la tendencia de la mente, sea por naturaleza o condicionamiento, a identificarse con aspectos negativos: Esta es la conocida costumbre de ver "el vaso medio vacío", y no "el vaso medio lleno" en cada situación.
Según Albert Ellis, creador de la Terapia Racional Emotiva Comportamental, existe una tendencia humana al sabotaje, al dolor, a la crisis, a lo que denominó: la conducta neurótica. La conducta neurótica incluye formas de comportamiento autosaboteadoras que nos alejan, bloquean o impiden la vigencia de nuestros valores o el logro de nuestros objetivos.
Para Renny Yagosesky, orientador de la conducta y escritor, el sufrimiento, visto en el contexto actual, tiene su base en la persistencia de la idea materialista egoísta, y en la incapacidad de las personas para contrarrestar el bombardeo de estímulos nocivos o triviales del medio circundante. La idea de que lo material nos dará bienestar duradero y nos protegerá contra los cambios internos y externos es probadamente caduca, aunque paradójicamente sobrevalorada, pese a que lo material es transitorio y en contra de nuestros apegos, los objetos del mundo se van, se degradan, se vencen, se dañan o mueren.

## Religión

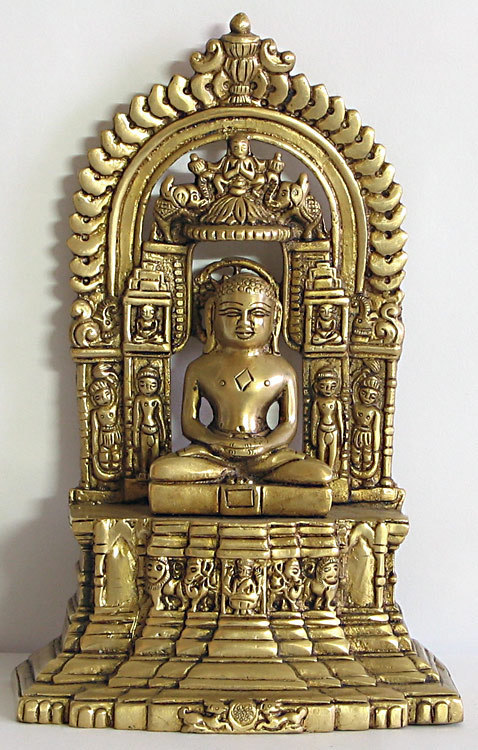
Mahavira, portador de la antorcha de ahimsa.

El sufrimiento juega un papel importante en numerosas religiones, en cuestiones como las siguientes: consuelo o alivio; conducta moral (no hacer daño, ayudar a los afligidos, mostrar compasión); avance espiritual a través de las dificultades de la vida o de las pruebas autoimpuestas (mortificación de la carne, penitencia, ascetismo); destino último (salvación, condenación, infierno). Teodicea trata del problema del mal, que es la dificultad de conciliar la existencia de un dios omnipotente y benévolo con la existencia del mal: una forma por excelencia del mal, para muchas personas, es el sufrimiento extremo, especialmente en niños inocentes, o en criaturas destinadas a una eternidad de tormentos (ver problema del infierno).
Las 'Cuatro Nobles Verdades' del budismo tratan sobre dukkha, término que a menudo se traduce como sufrimiento. Exponen la naturaleza del sufrimiento, su causa, su cesación y el camino que conduce a su cesación, el Noble Óctuple Sendero. El budismo considera que la liberación de dukkha y la práctica de la compasión (karuna) son básicas para llevar una vida santa y alcanzar el nirvana.
El hinduismo sostiene que el sufrimiento es consecuencia natural de comportamientos personales negativos en la vida actual o en una vida pasada (véase karma). Hay que aceptar el sufrimiento como una consecuencia justa y como una oportunidad para el progreso espiritual. Así, el alma o verdadero yo, que está eternamente libre de todo sufrimiento, puede llegar a manifestarse en la persona, que entonces alcanza la liberación (moksha). La abstinencia de causar dolor o daño a otros seres, llamada ahimsa, es un principio central del hinduismo, y más aún de otra religión india, el jainismo (véase ahimsa en el jainismo).
En el judaísmo, el sufrimiento se considera a menudo un castigo por los pecados y una prueba de la fe de una persona, como ilustra el Libro de Job.
Para el cristianismo, el sufrimiento redentor es la creencia de que el sufrimiento humano, cuando es aceptado y ofrecido en unión con la Pasión de Jesús, puede remitir el justo castigo por los pecados y permitir crecer en el amor a Dios, a los demás y a uno mismo.
En el Islam, los fieles deben soportar el sufrimiento con esperanza y fe, no resistirse ni preguntar por qué, aceptarlo como voluntad de Alá y someterse a él como una prueba de fe. Alá nunca pide más de lo que se puede soportar. También hay que trabajar para aliviar el sufrimiento de los demás, así como el propio. El sufrimiento también se considera una bendición. A través de ese don, el que sufre recuerda a Dios y conecta con él. El sufrimiento expurga los pecados de los seres humanos y limpia su alma para la inmensa recompensa de la otra vida, y la evitación del infierno.
Según la Fe bahá'í, todo sufrimiento es una manifestación breve y temporal de la vida física, cuya fuente son los aspectos materiales de la existencia física, y a menudo el apego a ellos, mientras que sólo la alegría existe en los mundos espirituales.

## Biología, neurología, psicología
El sufrimiento y el placer son respectivamente los afectos negativos y positivos, o tonos hedónicos, o valencias que los psicólogos suelen identificar como básicos en nuestra vida emocional. El papel evolutivo del sufrimiento físico y mental, a través de la selección natural, es primordial: advierte de amenazas, motiva preparación para afrontarlo (lucha o huida, escapismo), y refuerza negativamente ciertos comportamientos (véase castigo, aversivos). A pesar de su naturaleza perturbadora inicial, el sufrimiento contribuye a la organización del significado en el mundo y la psique de un individuo. A su vez, el significado determina cómo los individuos o las sociedades experimentan y afrontan el sufrimiento.
Muchas estructuras cerebrales y procesos fisiológicos están implicados en el sufrimiento (en particular la ínsula anterior y el córtex cingulado, ambos implicados en el dolor nociceptivo y empático). Varias hipótesis intentan explicar la experiencia del sufrimiento. Una de ellas, la teoría de la superposición del dolor  toma nota, gracias a estudios de neuroimagen, de que el córtex cingulado se activa cuando el cerebro siente sufrimiento por angustia social inducida experimentalmente, así como dolor físico. La teoría propone, por tanto, que el dolor físico y el dolor social (es decir, dos tipos de sufrimiento radicalmente distintos) comparten una base fenomenológica y neurológica común.
Según el manifiesto en línea de David Pearce "El imperativo hedonista," el sufrimiento es el resultado evitable de la evolución darwiniana. Pearce promueve la sustitución de la biología del sufrimiento por una respuesta robótica a los estímulos nocivos o con gradientes de dicha sensibles a la información, a través de la ingeniería genética y otros avances científicos técnicos.
Las distintas teorías psicológicas ven el sufrimiento de forma diferente. Sigmund Freud consideraba el sufrimiento como algo que los seres humanos están predestinados a evitar, mientras que siempre están en la búsqueda del placer,  también conocido como teoría hedónica de la motivación o principio del placer. Este dogma también enlaza con ciertos conceptos del Conductismo, entre los que destaca el Teoría del condicionamiento operante. En el condicionamiento operante, se elimina un estímulo negativo aumentando así un comportamiento deseado, alternativamente se puede introducir un estímulo aversivo como factor de castigo. En ambos métodos, se utilizan circunstancias desfavorables para motivar a un individuo o a un animal hacia un objetivo determinado. Sin embargo, otras teorías de la psicología presentan ideas contradictorias como la idea de que los seres humanos a veces buscan el sufrimiento.  Muchos existencialistas creen que el sufrimiento es necesario para encontrar sentido a nuestras vidas.  Psicología existencial positiva es una teoría dedicada a explorar la relación entre el sufrimiento y la felicidad y la creencia de que la verdadera felicidad auténtica sólo puede venir de experimentar dolor y dificultades. 
La psicología hedonista, ciencia afectiva, y neurociencia afectiva son algunos de los campos científicos emergentes que en los próximos años podrían centrar su atención en el fenómeno del sufrimiento.

## Otros usos de la palabrasufrimiento
El antónimo del sufrimiento es la felicidad
En una frase como “sufrir de una enfermedad” el énfasis esta puesto en tener la enfermedad, y no tanto en la infelicidad que esta causa.
Términos relacionados son tristeza, pena y duelo. Bajo cierto punto de vista la ira es un tipo de sufrimiento. El aburrimiento también es un sufrimiento derivado de la falta de interés en las cosas (concretas o abstractas).
Es un tema frecuente en filosofía (especialmente importante en el estoicismo) y la religión (frecuentemente, como forma de castigo por el pecado). 
The suffering, es un videojuego que describe la peor emoción existente.